# Franz Huber (Kriminalist)
Franz Paul Huber (* 6. April 1912 in München; † nach 1964) war Kriminalkommissar, Beamter der Politischen Polizei und der Geheimen Staatspolizei, Mitarbeiter des Sicherheitsdienst des Reichsführers SS und als Polizeiattaché in Shanghai eingesetzt.

## Leben
Franz Albert Huber wurde als Sohn eines Kriminaloberkommissars in München geboren. Hier besuchte er auch die Oberrealschule bis zur 7. Klasse. Am 1. Mai 1929 trat er als Anwärter für den Staatsdienst seine Tätigkeit in der Polizeidirektion München an. Eingesetzt war er bis 1932 in der dortigen Passabteilung. Im April des gleichen Jahres legte er die verpflichtende Prüfung für den höheren Dienst erfolgreich ab.
Mit Wirkung vom 1. September 1932 wechselte Huber daraufhin in die politische Abteilung der bayrischen Polizeibehörde. Mit dem Entstehen der Geheime Staatspolizei, Leitstelle München kam er in die neue Dienststelle mit Sitz am Wittelsbachplatz. Im September 1934 wurde er mit 22 Jahren Mitglied der SS (SS-Nummer 107.311). Zeitgleich erfolgte seine Eingliederung in den Sicherheitsdienst des Reichsführer SS. Hier gehörte er zum SD-Oberabschnitt „Süd“ (München) mit Sitz in der Leopoldstraße 10. Sein Vorgesetzter war Dr. Wittich. Innerhalb dieser SD-Struktur vollzog er ab diesem Zeitpunkt eine deutlich aufsteigende Karriere. Zum 1. Mai 1937 trat er der NSDAP bei (Mitgliedsnummer 4.201.047). Zum September des gleichen Jahres begann er an der Führerschule der Sicherheitspolizei in Berlin-Charlottenburg einen Lehrgang für Kriminalisten. Diesen Kurs beendete er nicht, da ihm die bereits 1932 abgelegte Prüfung zum höheren Beamten anerkannt wurde. Zum 1. Dezember 1937 wurde er in das Referat II A des Geheimen Staatspolizeiamts in Berlin versetzt. Ab Juni 1938 durfte er die Amtsbezeichnung eines Kriminalkommissars führen.

### In Tokyo
Mit der ersten Gruppe des strategisch geplanten zukünftigen Auslandseinsatzes von deutschen Polizisten wurde Huber 1938 nach Tokyo entsandt. Begünstigend für seine Auswahl zu diesem Einsatz kann angesehen werden, dass seit 1936 eine gezielte Unterwanderung der deutschen Polizei durch Mitglieder der SS, eine gewollte Konzeption des nationalsozialistischen Regimes war. In Tokyo wurde er an der deutschen Botschaft als sogenannter Polizeiverbindungsoffizier eingesetzt. Gegenüber den japanischen Behörden wurde er zur Abdeckung seiner Tätigkeit „offiziell“ als Pressereferent geführt. Sein direkter Vorgesetzter in Japan war der deutsche Botschafter Eugen Ott, dem er seine gesamten Berichterstattungen, vor Versendung nach Berlin vorzulegen hatte. Mit der Übernahme dieses Aufgabengebietes wurde Huber, ohne vorher im Range eines SS-Untersturmführers gestanden zu haben, im September 1938 sofort zum SS-Obersturmführer ernannt.
Bei den Polizeiverbindungsoffizieren handelte sich um Sonderbeauftragte der Gestapo, die im Ausland operierten und am Einsatzort politisch-ideologisch gefärbte Polizeiarbeit der Sicherheitspolizei bzw. der Geheimen Staatspolizei umzusetzen hatten. In diesem Aufgabenbereich war er zugleich Verbindungsoffizier des SD zum japanischen Geheimdienst. Zu seinen sicherheitspolizeilichen Aufgaben gehörte vor allem die Überwachung des Verhaltens aller im Zuständigkeitsbereich „lebenden vorbestraften und politisch verdächtigen und emigrierten Deutschen (und) die Anregung und Durchführung polizeilicher Maßnahmen gegen staatsfeindliche Personen“. Bereits am 1. September 1939 erfolgte Hubers Beförderung zum SS-Hauptsturmführer. Damit einhergegangen war seine Übernahme in das neu gebildete Reichssicherheitshauptamt, in dem er vorerst dem Amt III zugeordnet war. Später wechselte er in die Zuständigkeit des Amt VI, Gruppe C „Russisch-japanische Einflussgebiete Osten“ dessen Leiter seit April 1941 Heinz Gräfe mit Sitz in Berlin, Berkaer Straße 32 war. Seit Oktober 1940 war an der deutschen Botschaft in Japan Josef Meisinger als Polizeiattaché eingesetzt worden und fungierte damit zugleich als sein direkter Vorgesetzter vor Ort. Im April 1941 wurde Huber zum SS-Sturmbannführer befördert. Außerdem gehörte er zu diesem Zeitpunkt der NS-Organisation „Lebensborn“ an und war Träger des Ehrendegens der SS. In der internen Personalplanung des Reichssicherheitshauptamtes war vorgesehen, dass er im Sommer 1941 den amtierenden Polizeiattaché ablösen sollte, damit dieser nach Deutschland zurückkehren kann. Wegen des im Juni 1941 begonnenen Krieges gegen die UdSSR wurde dieses Vorhaben jedoch nicht realisiert.

### In Bangkok
Ab Sommer 1941 wurde Huber als Gehilfe des deutschen Militärattaché, Oberstleutnant Friedrich-Wilhelm Scholl nach Bangkok versetzt. Mit diesem Aufgabenbereich verblieb er dennoch weiter in der dienstlichen Zuständigkeit des Polizeiattaché Meisinger, dessen Arbeitsgebiet sich regional neben Japan auch über China und Thailand erstreckte. In seinem zugewiesenen Amt erhielt Huber beispielsweise im März 1942 ein monatliches Gehalt von 1.830 Reichsmark. Im gleichen Monat richtete er eine förmliche Anfrage an das Reichssicherheitshauptamt zur Überprüfung des deutschen Matrosen Alfred Poweleit, der sich in der ostasiatischen Region aufhielt und der Spionage verdächtigt wurde. Später, nach erfolgter Rückantwort aus Berlin wurde Poweleit in „polizeilichen“ Gewahrsam genommen und zur weiteren rechtlichen Klärung des Sachverhaltes zwangsweise mit einem als „Blockadebrecher“ fungierenden Schiff über Bangkok nach Deutschland verbracht. Mit dem Kapitän dieses Schiffes war abgesprochen worden, dass der Gefangene sofort zu erschießen ist, falls es zu einem Angriff auf das Schiff kam. Bei der Versenkung dieses Schiffes am 4. Januar 1944 nach feindlichen Angriffen kam auch Poweleit zu Tode. Im Juli 1942 gelang es Huber, den in Bangkok tätigen Korrespondenten des Völkischen Beobachters als Informant des sowjetischen Geheimdienstes zu enttarnen. Mit diesem Ergebnis lieferte er dem Reichsführer der SS Heinrich Himmler ein Argument gegenüber dem Reichsaußenminister Joachim von Ribbentrop für die dringende Notwendigkeit des Einsatzes von deutschen Polizeiattaché im Ausland. Denn die vom Reichssicherheitshauptamt eingesetzten Polizeiattaché wurden vor Ort als Eindringlinge in die Obliegenheiten der Außenpolitik und diplomatischen Verhaltensweisen des Auswärtigen Amtes betrachtet.

### In Shanghai
Mitte November 1943 trat Huber, nach seiner erneuten Versetzung nach Shanghai, seinen neuen Aufgabenbereich als Polizeiattaché für die Region China an. Hier löste er den bisherigen Sonderbeauftragten der Sicherheitspolizei und des Sicherheitsdienstes Gerhard Kahner (* 1911) ab. Sofort wurde er, für seine Tarnung, in das Personal der deutschen Botschaft eingegliedert. Zu seinem Büro gehörte eine Sekretärin, Übersetzer und mehrere Bürogehilfen. Sein unmittelbarer Vorgesetzter war der Diplomat Ernst Woermann. Dennoch blieb Josef Meisinger in Tokyo sein militärischer Vorgesetzter. Als eine seiner ersten Amtshandlungen überprüfte er alle in seinem Verantwortungsbereich tätigen Journalisten hinsichtlich ihrer Haltung gegenüber Deutschland und legte zu diesem Zweck eine Fotokartei aller von der Polizei observierten Personen an, das waren seiner Diktion vorrangig „unliebsame“ Deutsche, Emigranten, dabei vor allem Personen mit jüdischem Hintergrund. Außerdem führte er eine „Schwarze Liste“ über alle in seinem Sinne unerwünschten Personen. Zu seinem wöchentlichen Ritual gehörte, sich in regelmäßigen Abständen bestimmte Personen des öffentlichen Lebens in Shanghai zum Rapport zu holen. Die dabei gesammelten Informationen ergänzte er mit den über seine V-Leute beschafften Nachrichten. Unter besonderer polizeilicher Kontrolle hielt er auf diesem Wege beispielsweise über mehrere Monate den Korrespondenten der Kölnischen Zeitung Fritz van Briessen und ließ auch den Anwalt der deutschen Gemeinde von Shanghai Hans Achim Lorentz observieren. Als Entgelt für diese nachrichtendienstlichen Tätigkeiten, die als Sachausgaben und Sonderauslagen deklariert waren, erhielt er beispielsweise im November 1944 die Summe von 30.000 Reichsmark aus Berlin überwiesen. Die mit diesen Geldern beschafften Informationen flossen in seine regelmäßige Berichterstattung an das Reichssicherheitshauptamt ein. Diese betrafen vor allem das Verhalten und Beobachtungen bei unerwünschten Personen, Emigranten sowie Männer mit homosexuellen Neigungen. Ein großer Teil dieser Berichte wurden mit einem gesonderten Code nach Berlin übermittelt, obwohl die Gepflogenheit bestand, die Kommunikationswege der diplomatischen Vertretung zu nutzen. Mehrmals versuchte Huber, seine Kompetenzen vor allem gegenüber dem anderen diplomatischen Personal in Shanghai zu überschreiten oder für seinen Arbeitsgegenstand vermeintliche Rechte einzufordern, die ihm als Angehöriger einer ausländischen Botschaft in keiner Weise zustanden. Der kommissarische Leiter der deutschen Botschaften in den letzten Monaten vor dem Zusammenbruch des NS-Regimes, Wilhelm Stoller bekundete später, dass ihm so manche Nachricht gar nicht erst vorgelegt worden war, bevor sie abgesandt wurde. Für die Zeit nach dem 8. Mai 1945 erklärte Huber, alle Akten seines Büros vernichtet zu haben.
Über den weiteren Lebensverlauf von Franz Huber gibt es gegenwärtig keine hinreichenden Daten. Noch 1962 lebte er jedoch in Leverkusen. Gegen Huber wurde 1963 durch das Polizeipräsidium Berlin ermittelt und ein Jahr später war eine Aufenthaltsueberpruefung für Leverkusen positiv bestätigt.